# لیتل بردی
لیتل بردی یک گروه آلترناتیو راک استرالیایی بود که در سال ۲۰۰۲ توسط خواننده و گیتاریست کیتی استیل، درامر مت چکر، نوازنده گیتار و کیبورد سایمون لیچ و نوازنده گیتار باس اسکات اودوناگو در پرث، استرالیای غربی تشکیل شد.
آنها سه آلبوم استودیویی (که هر سه آنها در جدول‌های ای‌آرآی‌ای وارد ده آلبوم برتر شدند)، دو آلبوم چند آهنگه و ده تک آهنگ منتشر کردند.

## اعضا
- Matt Checker – درام، پرکاشن
- سیمون لیچ – گیتار، سینت سایزر، گیتار استیل
- Scott 'Barney' O'Donoghue – گیتار باس، آواز، ملودیکا، سازدهنی
- کیتی استیل – آواز، گیتار
- Fergus Deasy – کیبورد، آواز، سینت سایزر، گیتار

## آهنگ‌شناسی
آلبوم‌های استودیویی
- BigBigLove (۲۰۰۴)
- هالیوود (۲۰۰۶)
- Confetti (۲۰۰۹)